# Nappateuctli

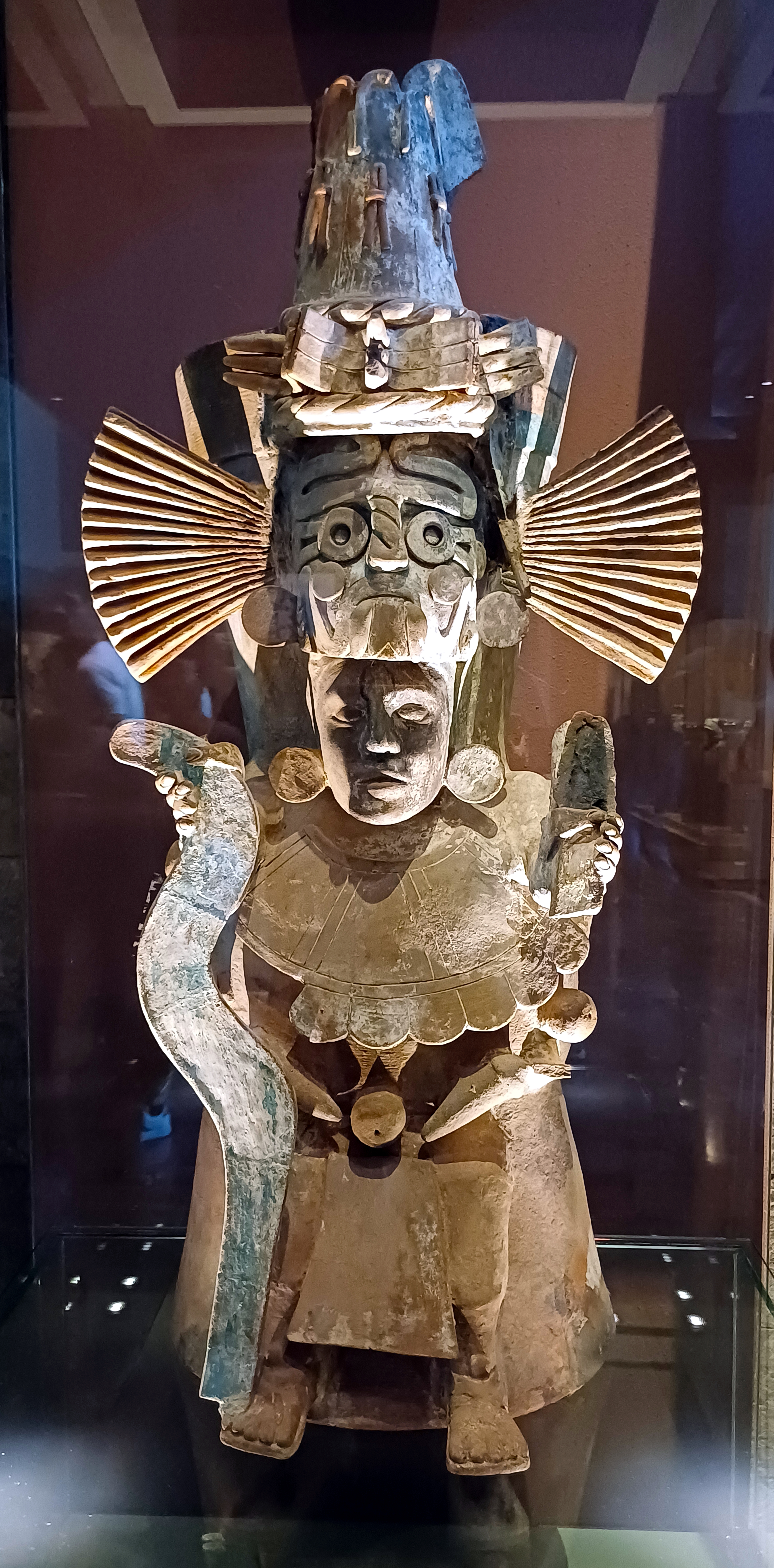
Brasero de Nappateuctli en el Museo Nacional de Antropología, Ciudad de México

Nappateuctli (del náhuatl: nappateuctli ‘cuatro veces señor’‘nappa, cuatro veces; teuctli, señor’) en la mitología mexica es uno los Tlaloque, dioses de la lluvia y de las fuentes fluviales, por lo que este hacer brotar los juncos y los rosales.
Según Bernardino de Sahagún en el capítulo XX de su Historia general de las cosas de Nueva España que este (Nappateuctli) es el que inventó el arte de hacer esteras y por eso lo adoran por dios los de este oficio que hacen esteras, que llaman petates. Se le sacrificaban víctimas humanas y era considerado como una especie de Júpiter Pluvius. Según el referido autor, tiene en la mano izquierda una rodela a manera de ninfa, que es una hierba de agua, ancha como un plato grande y en la mano derecha un báculo florido; las flores son de papel.